# Giselle (piosenkarka)
Aeri Uchinaga znana lepiej jako Giselle (jap. 内永 えり, ur. 30 października 2000 w Seulu) – japońsko-koreańska piosenkarka i raperka, mieszkająca w Korei Południowej. Jest członkinią południowokoreańskiej grupy Aespa, założonej w 2020 roku przez SM Entertainment.

## Życiorys

### Wczesne życie i edukacja
Giselle urodziła się 30 października 2000 roku w Gangnam-gu, jednej z bogatszych dzielnic Seulu, jednak niedługo po narodzeniu, jej rodzina przeniosła się do Tokio, w którym spędziła większość swojego dzieciństwa. Mieszkając w Japonii, uczęszczała do Tokyo International School oraz International School of the Sacred Heart. Podczas jej drugiego roku szkoły średniej, odkryła swoją miłość do koreańskiej muzyki pop. Po skończeniu szkoły wróciła do Korei, by spróbować swoich sił podczas cotygodniowych sobotnich przesłuchań do koreańskiej wytwórni muzycznej SM Entertainment. Giselle jest jedną z nielicznych artystek tej wytwórni, którym udało się przejść owe przesłuchanie.

## Kariera

### 2020-obecnie: Debiut z Aespa
6 listopada 2020 została ujawniona jako trzecia członkini zespołu Aespa, czyniąc go pierwszym girlsbandem wytwórni od czasu debiutu Red Velvet w 2014 roku. Zespół zadebiutował 17 listopada 2020 z singlem Black Mamba.

## Życie prywatne
Uchinaga mówi płynnie w trzech językach: koreańskim, japońskim i angielskim.

### Filantropia
W czerwcu 2022 roku Giselle przekazała 10 mln wonów na rzecz Yuhengsa, południowokoreańskiej organizacji non-profit, której celem jest ochrona i resocjalizacja porzuconych zwierząt.

## Dyskografia

### Autorstwo piosenek
Wszystkie informacje o autorstwie piosenek pochodzą z bazy danych Korea Music Copyright Association, chyba że zaznaczono inaczej.
| Rok  | Utwór      | Album                             | Artysta                                    | Tekst piosenki | Kompozycja |
| ---- | ---------- | --------------------------------- | ------------------------------------------ | -------------- | ---------- |
| 2021 | „ZOO"      | 2021 Winter SM Town: SMCU Express | Taeyeong, Jeno, Hendery, Yangyang, Giselle | Tak            | Nie        |
| 2023 | „2HOT4U"   | –                                 | Giselle                                    | Tak            | Tak        |
| 2024 | „Dopamine" | –                                 | Giselle                                    | Tak            | Tak        |